# Джеймс Дин (порноактёр)
Джеймс Дин (англ. James Deen), настоящее имя Бра́йан Мэ́тью Севи́лья (англ. Bryan Matthew Sevilla; 7 февраля, 1986, Пасадина, Калифорния, США) — американский порноактёр и режиссёр порнофильмов. Лауреат премии AVN Awards 2009 в номинации «Лучший исполнитель года». На данный момент является самым молодым человеком, который выиграл этот титул.

## Биография и карьера
Пришёл в порноиндустрию в 2004 году в возрасте 18 лет. Параллельно с этим учился на экономиста-менеджера специальности «экономика». Подрабатывал дворником, продавцом в магазине шведской компании IKEA, участником массовок американских шоу. На 2019 год снялся в 3478 порнофильмах и срежиссировал 392 порноленты.
28 ноября 2015 года бывшая девушка Дина, Стоя, заявила в своём Твиттере, что он её изнасиловал. Затем последовала целая череда обвинений в изнасилованиях и побоях от бывших подруг Джеймса и порноактрис. В том числе Тори Люкс (Tori Lux) утверждала, что Дин напал на неё и несколько раз ударил по лицу. Эшли Файерс заявила, что Дин напал на неё в ванной в офисе компании Kink.com. Лили Лабо в интервью Vocativ рассказала, что во время съёмок BDSM-порно Дин так сильно ударил её, что это привело к блокировке челюсти, и перешёл многие другие границы. 2 декабря 2015 года Эмбер Рэйн заявила в интервью изданию The Daily Beast, что также подверглась агрессии со стороны Дина. Также с обвинениями выступили Кора Петерс (Kora Peters), Джоанна Энджел, Ники Блу (Nicki Blue), Холли Джи (Holly Jee) и девушка, пожелавшая остаться инкогнито, называющая себя ТМ.
Дин отрицал все обвинения. В результате кампании, развернувшейся в СМИ (о Дине писали The Washington Post, The Daily Mail и другие крупные издания), с Дином прекратили сотрудничество такие крупные студии, как Evil Angel, HardX.com и Kink, а женский журнал Frisky объявил, что больше не будет публиковать колонку сексуальных советов Дина.

## Награды
- 2008 — XRCO Award — Unsung Swordsman
- 2008 — XRCO Award — Best On-Screen Chemistry (вместе с Джоанной Энджел)
- 2009 — AVN Awards — лучший исполнитель года
- 2009 — XBIZ Award — лучший исполнитель года
- 2010 — XBIZ Award — лучший исполнитель года

### Номинации (выборочно)
- 2010 — AVN Awards — лучшая сцена двойного проникновения — Hot N' Sexy (вместе с Sascha и Маккензи Пирс)[16]